# “黑暗后的光芒”之窗
“黑暗后的光芒”之窗 （Fenêtre Post Tenebras Lux）是法国普罗旺斯-阿尔卑斯-蓝色海岸大区罗讷河口省村庄普罗旺斯地区莱博的一座历史建筑，建于16世纪，文艺复兴风格。1905年列为法国历史古迹。
自1960年以来，大街对面的曼维尔府（Hôtel de Manville）成为当地市政厅，在新街和城堡街转角。
这座建筑由克劳德·曼维尔建于16世纪后期。它可能曾是一座新教教堂，因为窗口上面的铭文暗示了加尔文主义：“黑暗后的光芒”（Post Tenebras Lux）。
在16世纪，普罗旺斯地区有不少新教徒，包括曼维尔本人。他们的存在受到莱博男爵的宽容。

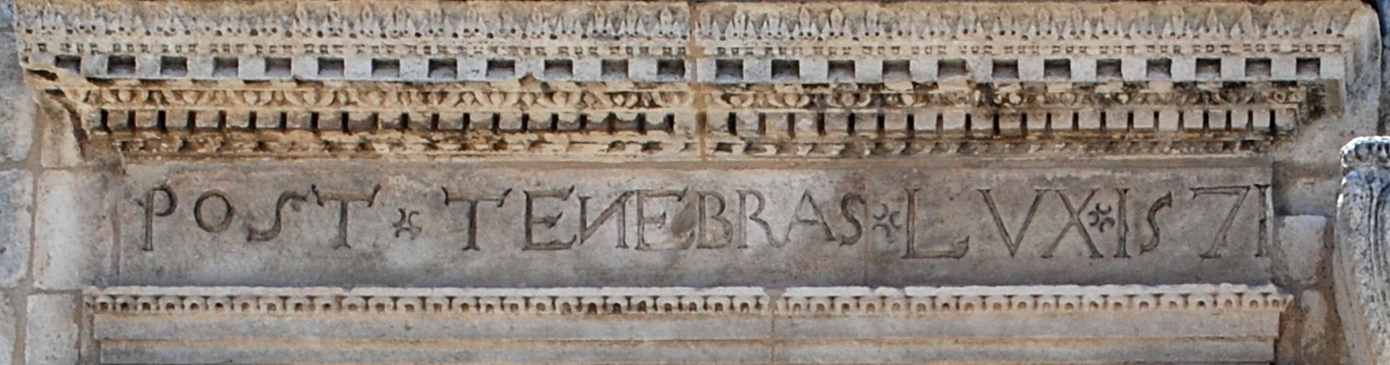
“黑暗后的光芒”，1571年»